# Tanna Kasimir-Hoernes
Tanna Kasimir-Hoernes, geb. Johanna Hoernes (* 31. Jänner 1887 in Graz; † 16. Juni 1972 in Wien), war eine österreichische Grafikerin, die insbesondere Radierungen und Lithografien schuf.

## Familie
Tanna Hoernes war eine Tochter des Geologen Rudolf Hoernes und dessen Ehefrau Jenny Hoernes, geb. von Reuss. Ihr Großvater war der Mineraloge und Mediziner August Emanuel von Reuss. Sie hatte einen älteren Bruder.
1911 heiratete Tanna Hoernes den Grafiker Luigi Kasimir. Aus ihrer Ehe ging der Grafiker und Maler Robert Kasimir (1914–2002) hervor.

## Leben
Von 1905 bis 1908 besuchte Tanna Hoernes die Wiener „Kunstschule für Frauen und Mädchen“ bei Ludwig Michalek. In den Sommermonaten vertiefte sie ihre künstlerische Ausbildung bei Adolf Hölzel in Dachau und Hans Lietzmann in Torbole. Bis 1911 beteiligte sie sich an den Werkmappen des aus Schülerinnen von Michalek hervorgegangenen „Radierclubs Wiener Künstlerinnen“, trennte sich dann aber wieder von der Gruppe.
1910 nahm Hoernes an ersten Ausstellungen teil, beginnend mit dem Wiener Künstlerhaus und darauf folgend der Jahresausstellung des Vereins bildender Künstler Steiermarks, bei der sie für ihre Radierung Brückenarbeiter mit der silbernen Medaille der Stadt Graz ausgezeichnet wurde. 1914 stellte sie auf der Bugra in Leipzig eine Ansicht der Mölker Bastei aus und erhielt einen Ehrenpreis. Im Folgejahr gewann sie bei der Panama-Pacific International Exposition in San Francisco, wo sie drei Architekturveduten präsentierte, eine Bronze-Medaille. Sie beschickte auch Ausstellungen der Vereinigung bildender Künstlerinnen Österreichs (VBKÖ), deren Mitglied sie 1919 wurde.
Kasimir-Hoernes unternahm zahlreiche Reisen durch Europa und in die USA. Während des Ersten Weltkriegs suchte sie auch Kriegsgebiete in Belgien, Galizien und Oberitalien auf und nahm mit Radierungen und Lithografien an Kriegsgraphikausstellungen teil.
Kasimir-Hoernes lebte mit ihrem Ehemann in der Himmelstraße 42 in Wien-Grinzing. 1972 starb sie im Alter von 85 Jahren in ihrem Haus. Sie wurde auf dem Grinzinger Friedhof begraben.

## Werk
Tanna Kasimir-Hoernes widmete sich als Grafikerin vor allem den Themen Architektur und Landschaft, selten schuf sie auch Porträts. Dabei setzte sie bevorzugt die Techniken Kaltnadelradierung und Lithografie ein.
Zusammen mit ihrem Ehemann Luigi Kasimir entwickelte sie eine spezielle Form der Farb-Aquatinta-Radierung, mit der sie durch die damit verbundene Weichzeichnung malerische und stimmungsvolle Effekte erzielten. Diese Technik wandten sie insbesondere bei Stadtveduten an, mit denen sie sich hauptsächlich beschäftigten. Durch oft enge Ausschnitte der Landschaften und Architekturensembles verstärkten sie das Stimmungshafte. Ihre Blätter waren bei den zeitgenössischen gutbürgerlichen Kunden sehr beliebt und sind bis in die Gegenwart verbreitet im Privatbesitz und Kunsthandel.
Eine Reihe der Werke von Kasimir-Hoernes erschienen als Buchillustrationen, Kunstbeilagen zu Zeitschriften und in Form eigener Mappenwerke. Beispielsweise trug sie Federzeichnungen zum Buch des Fluges (1911) von Hermann von Hoernes und die Titelradierung zu Platz der Jugend (1912) von Margarethe von Schuch-Mankiewicz bei. Reproduktionen ihrer Arbeiten wurden unter anderem in der britischen Kunst-Zeitschrift The Studio (1911) und den österreichischen Zeitschriften Donauland (1917) und Moderne Welt (1924) veröffentlicht. Gemeinsam mit Luigi Kasimir gestaltete Kasimir-Hoernes die Liechtenstein-Briefmarken des Jahrgangs 1920/1921. Sie steuerte das Motiv der Madonnenmarken bei und war an der 10-Kronen-Marke beteiligt.
Tanna Kasimir-Hoernes arbeitete eng mit ihrem Ehemann zusammen und ihre Arbeiten weisen eine große stilistische Nähe auf. Sein Einfluss auf ihre Kunst wurde immer wieder von zeitgenössischen Kunstkritikern thematisiert. Adalbert Seligmann beurteilte 1916 anlässlich einer VBKÖ-Ausstellung ihre Arbeiten als „in der Behandlung eigentlich schmissiger und gewagter als die ihres Gatten, obwohl das Vorbild nicht zu verkennen“ sei. 1922 konstatierte er, Kasimir-Hoernes sei „ungewöhnlich begabt“ und habe „eine Reihe höchst temperamentvoller und trotz der immer stärker werdenden Ähnlichkeit mit der Schaffensweise ihres Mann doch eigenartiger Radierungen und Steinzeichnungen geschaffen“. Hans Ankwicz-Kleehoven bezeichnete 1931 bei seiner Rezension einer Kollektivausstellung des Ehepaares in der Kunsthandlung Halm & Goldmann Kasimir-Hoernes als „gelehrige Schülerin ihres Mannes, dem sie sich in der Wahl der Bildvorwürfe vielfach anschließt, während sie in ihrem graphischen Stil nach größerer Einfachheit und ruhiger Flächigkeit strebt“. Wolfgang Born meinte anlässlich der gleichen Ausstellung, der Unterschied liege in der „weiblichen Zartheit des Vortrags, der gewissen ihrer Blätter […] einen ganz eigenartigen, nicht zu unterschätzenden Reiz verleiht“.
Werke (Auswahl)
- Brücke des Lebens, Radierung, 4. Jahresausgabe 1906 des Radierklubs Wiener Künstlerinnen
- Brückenarbeiter, Radierung 1910 Ausstellung Verein bildender Künstler Steiermarks, silberne Medaille der Stadt Graz
- Wiener Dächer – Stephansturm, ca. 1910, Radierung, Kaltnadel auf Papier, 55,9 × 43,9, Neue Galerie Graz
- Graz – Paulustor, 1910, Farbradierung auf Papier, 40 × 53,5 cm, GrazMuseum
- Doppelbildnis von Luigi Kasimir und Ernst Hanfstaengl, Radierung und Aquatinta, 1911[14]
- Karlstor in München und Theatinerkirche in München, 1912 Ausstellung VBKÖ, Radierungen
- Merceria in Görz, 1912 Ausstellung VBKÖ, Zeichnung[15]
- Pont Neuf in Paris, vernis mou, 1914
- Rue Bourbon le Château in Paris, 1914
- Mölkerbastei in Wien, 1914 Bugra
- Antwerpen, 1916
- Podolien, Mappe mit 12 Lithografien, 1917 (bei Einsatz als Kriegsmalerin), Kunstverlag Hugo Heller Wien[16]
- San Vito am Tagliamento, 1919 Ausstellung Wiener Secession[17]
- Hafenmotiv, ca. 1920, Radierung auf Papier, 26,3 × 29,2 cm, GrazMuseum
- Meereslandschaft, ca. 1920, Radierung auf Papier, 33 × 37,2 cm, GrazMuseum
- Hamburg – Binnenalster, ca. 1920, Radierung auf Papier, 38,4 × 46,5 cm, Neue Galerie Graz
- Wien – Grinzing, ca. 1920, Farbradierung auf Papier, 42,5 × 48 cm, Neue Galerie Graz
- Porträt Prof. Adalbert Fuchs, um 1933, braune Kreide, 45,5 × 35,5 cm, Albertina
- Hamburg, Buntstift, 25 × 33,1 cm, Albertina
- Hamburg – Außenalster, Buntstift, 24,7 × 31,8 cm, Albertina

## Ausstellungen (Auswahl)

### Einzelausstellungen
- 1921: Hellersche Buchhandlung Wien (mit Luigi Kasimir)
- 1931: Kunsthandlung Halm & Goldmann Wien (mit Luigi Kasimir)

### Gruppenausstellungen
- 1910: Wiener Künstlerhaus
- 1910, 1912, 1930: Vereinigung/Genossenschaft Bildender Künstler Steiermarks, Graz
- 1910: Frauenkunst, Wiener Sezession
- 1911, 1912, 1914, 1916, 1917, 1920: Vereinigung bildender Künstlerinnen Österreichs, Wien
- 1914: Bugra, Leipzig
- 1915: Panama-Pacific International Exposition, San Francisco
- 1917: Rudolfinum, Prag (mit VBKÖ)
- 1917/1918: Kriegsgraphikausstellungen in Leipzig und Wien
- 1919: Wiener Secession (Freie Vereinigung als Gäste)
- 1929: Steiermärkischer Kunstverein, Graz
- 1934: Österreichische Kriegsbilder 1914–1918, Künstlerhaus Wien
- 1940: Künstlerisches Frauenschaffen, Secession Wien
- 2020: Ladies first! Künstlerinnen in und aus der Steiermark 1850–1950, Neue Galerie Graz